# Actinochaetopteryx antennalis
Actinochaetopteryx antennalis är en tvåvingeart som beskrevs av Dear och Crosskey 1982. Actinochaetopteryx antennalis ingår i släktet Actinochaetopteryx och familjen parasitflugor.
Artens utbredningsområde är Filippinerna. Inga underarter finns listade i Catalogue of Life.